# Operation Amanda
Operation Amanda var en UNPROFOR-mission under ledelse af danske fredsbevarende tropper, der havde det formål, at genbesætte en observationspost nær Gradačac, Bosnien Herzegovina, den 26. oktober 1994. Det var anden gang i historien, at danske kampvogne var involveret i kamphandlinger mod kampvogne; det første tilfælde er kendt som Operation Bøllebank.

## Kampene
Udposten var blevet forladt af FN-styrkerne efter en serie snigskytteangreb af serbiske tropper.
Undervejs til positionen blev den danske styrke, der bestod af tre Leopard 1-kampvogne, beskudt af mindst én dysekanon, en T-55-kampvogn, samt bosnisk-serbisk infanteri. Efter at en af de danske kampvogne havde fået mindre skader, begyndte den danske FN-styrke at besvare ilden. En dysekanon blev ødelagt og T-55-kampvognen blev så beskadiget, at den ikke længere kunne bruges. Leoparderne affyrede i alt 21 skud fra deres 105 mm-løb. Udposten blev derpå atter indtaget af UNPROFOR. Efterfølgende erklærede en FN-talsmand i forbindelse med en bekræftelse af hændelsen, at: The best tank-killing weapon is another tank. In the end, air [support] was not needed.